# Portbail
Portbail is een voormalige gemeente in het Franse departement Manche Normandië. De plaats maakt deel uit van het arrondissement Coutances.
Portbail ligt aan een estuarium (havre) waarover in 1873 een brug met dertien bogen is gebouwd. De plaats heeft een romaanse kerk en huizen gebouwd in graniet. Er zijn ook twee stranden.

## Geschiedenis
Portbail was in de Romeinse oudheid een belangrijke haven, gelegen tegenover Jersey. De kerk van Notre-Dame werd gebouwd in de 11e eeuw en haar toren diende als herkenningspunt voor schepen. In 1859 werd er een rood seinlicht in de toren geplaatst om schepen de haven binnen te leiden.
De gemeente maakte deel uit van het kanton Barneville-Carteret tot dit op 22 maart 2015 werd opgeheven en Portbail werd opgenomen in het kanton Les Pieux. De gemeente fuseerde op 1 januari 2019 met Denneville en Saint-Lô-d'Ourville tot de commune nouvelle Port-Bail-sur-Mer.

## Geografie
De oppervlakte van Portbail bedraagt 19,5 km², de bevolkingsdichtheid is 85,9 inwoners per km².

## Verkeer en vervoer
Portbail heeft een eigen spoorwegstation.
De onderstaande kaart toont de ligging van Portbail met de belangrijkste infrastructuur en aangrenzende gemeenten.

## Demografie
Onderstaande figuur toont het verloop van het inwonertal (bron: INSEE-tellingen).